# Dacus insulosus
Dacus insulosus är en tvåvingeart som beskrevs av Drew och Albany Hancock 1998. Dacus insulosus ingår i släktet Dacus och familjen borrflugor. Inga underarter finns listade i Catalogue of Life.